# Daïra de Bordj Menaiel
La daïra de Bordj Ménaïel est une des neuf daïras qui composent la wilaya de Boumerdès, en Algérie, et dont le chef-lieu est la ville éponyme de Bordj Ménaïel. Elle inclut les communes de Bordj Ménaïel, Zemmouri, Leghata et Djinet.

## Histoire
La daïra de Bordj Ménaïel est créée à la suite de la promulgation de la loi no 84-09 du 4 février 1984 relative au découpage territorial administratif. Le 21 mai 2003, la daïra est touchée par un important tremblement de terre.[réf. nécessaire]
Elle est peuplée historiquement par les kabyles des âarchs des tribus de Kabylie (comme les Aïth Aïcha).

## Archéologie
Plusieurs centres de population ont été construits pendant plus de 20 siècles sur ces terrains de moyenne altitude que forme l'actuelle Basse Kabylie dont la ville de Boumerdès est l'actuel chef-lieu.
Le mausolée de Blad Guitoun, dans la commune de Si Mustapha, est un exemple illustratif des sites archéologiques qui étaient encore apparents en Basse Kabylie au début de la colonisation française dès 1837.
Le Bénian ntâa Soumâa, dans la commune de Thénia, est un autre site archéologique qui avait été merveilleusement préservé jusqu'au milieu du XIXe siècle.
Il est à noter que les populations berbères qui ont vécu autour de ces sites archéologiques, avant la colonisation française, ont préservé ce patrimoine culturel et identitaire.
La localisation de ces sites archéologiques sur les rives et les berges de l'oued Isser et de l'oued Sébaou, ainsi que sur la côte méditerranéenne, permet de classer la wilaya de Boumerdès parmi les riches niches archéologiques en Algérie
Durant les siècles passés, les différentes crues et inondations de l'oued Isser et de l'oued Sébaou, entre autres oueds de la Basse Kabylie, ont fait que le débordement de ces cours d'eau ont enseveli les cités numides sous le limon et la boue charriés par les torrents.
En effet, sous une profondeur d'environ 3 mètres sous terre, plusieurs découvertes dans la wilaya de Boumerdès, dont de nombreux vestiges et sites archéologiques, ont été mises au jour en 2009.
Au village de Béni H'mida dans la commune de Leghata, des vestiges d'une statue ont été trouvés aux côtés d'un plat en métal, des reliques de poterie et des ossements humains.
Au village Ouriacha dans la commune de Naciria (Laâziv Zaâmoum), une cruche contenant plus de 900 pièces de monnaie en argent gravées au nom de Bolokine Abderrahmane, a été découverte.
Au village de Titouna de Souk El Had, une pierre polie en forme de coffre, gravée sur sa face de devant avec une scène de ferronnerie, a été également découverte à 3 mètres sous terre lors de travaux de construction, et a été déposée au niveau de la direction wilayale de la culture à Boumerdès.